# Аман (село)
Ама́н (укр. Аман, крымскотат. Aman, Аман) — исчезнувшее село в Джанкойском районе Республики Крым, располагавшееся в центре района, в степном Крыму, на речке Мирновка, примерно в 1,5 километрах к юго-западу от современного села Мирновка.

## История
Первое документальное упоминание села встречается в Камеральном Описании Крыма… 1784 года, судя по которому, в последний период Крымского ханства Акмак входил в Дип Чонгарского кадылыка Карасубазарского каймаканства. После присоединения Крыма к России (8) 19 апреля 1783 года, (8) 19 февраля 1784 года, именным указом Екатерины II сенату, на территории бывшего Крымского Ханства была образована Таврическая область и деревня была приписана к Перекопскому уезду. После Павловских реформ, с 1796 по 1802 год, входила в Перекопский уезд Новороссийской губернии. По новому административному делению, после создания 8 (20) октября 1802 года Таврической губернии, Амак был включён в состав Бозгозской волости Перекопского уезда.
По Ведомости о всех селениях в Перекопском уезде состоящих с показанием в которой волости сколько числом дворов и душ… от 21 октября 1805 года в деревне Амак числилось 9 дворов и 67 жителей, исключительно крымских татар. На военно-топографической карте генерал-майора Мухина 1817 года деревня Аман обозначена с 7 дворами. После реформы волостного деления 1829 года деревню, согласно «Ведомости о казённых волостях Таврической губернии 1829 года» отнесли к Эльвигазанской волости. На карте 1836 года в деревне 8 дворов, а на карте 1842 года Аман обозначен условным знаком «малая деревня», то есть, менее 5 дворов.
В 1860-х годах, после земской реформы Александра II, деревню включили в состав Бурлак-Таминской волости. В «Списке населённых мест Таврической губернии по сведениям 1864 года», составленном по результатам VIII ревизии 1864 года, Аман — владельческая татарская деревня с 5 дворами и 9 жителями при колодцах. По обследованиям профессора А. Н. Козловского начала 1860-х годов, вода в колодцах деревни была пресная, а их глубина колебалась от 8 до 10 саженей (16—21 м) Согласно «Памятной книжке Таврической губернии за 1867 год», деревня стояла покинутая, ввиду эмиграции крымских татар, особенно массовой после Крымской войны 1853—1856 годов, в Турцию. И, если на трехверстовой карте Шуберта 1865 года Аман ещё обозначен, то на карте, с корректурой 1876 года на месте деревни безымянная кошара.
Ещё раз упоминается, как Асмак, в «…Памятной книжке Таврической губернии на 1892 год» в сведениях о Богемской волости, где никаких данных о деревне, кроме названия, не приведено. В дальнейшем в доступных источниках не встречается.